# توطئة شفارتز-زيبل
توطئة شفارتز-زيبل أو مبرهنة شفارتز-زيبل هي نتيجة أساسية في علم الاحتمال ولها تأثير على عدة مجالات في الرياضيات وعلم الحاسوب.

## مقدمة
من الشائع جدا معرفة متطابقات متعددة الحدود مثل: {\displaystyle x^{2}-y^{2}=(x-y)(x+y)} أو مبرهنة المربعات الأربع للاغرانج وهي:
{\displaystyle (a_{1}^{1}+a_{2}^{2}+a_{3}^{3}+a_{4}^{4})(b_{1}^{1}+b_{2}^{2}+b_{3}^{3}+b_{4}^{4})=(a_{1}b_{1}-a_{2}b_{2}-a_{3}b_{3}-a_{4}b_{4})^{2}+(a_{1}b_{2}+a_{2}b_{1}+a_{3}b_{4}-a_{4}b_{3})^{2}+(a_{1}b_{3}-a_{2}b_{4}+a_{3}b_{1}+a_{4}b_{2})^{2}+(a_{1}b_{4}+a_{2}b_{3}-a_{3}b_{2}+a_{4}b_{1})^{2}}
وهناك طريقة بسيطة لفحص هذه المتطابقات وهي عن طريق فتح الأقواس وفحص كل منهما إذا ما كانا متطابقين ! ولكن هذه العملية هي عملية أُسية بالنسبة لطول المدخل، إذ ان عدد احادية الحدود الناتجة عدد هو {\displaystyle {\binom {n+d}{d}}} عندما d هو اعلى درجة احادي الحدود وما نريده إذا هي خوارزمية سريعة (أي تعقيدها الوقتي هو متعدد حدود بالنسبة للمدخل) ولكن هذا غير معلوم للان ومبرهنة شوارتز-زيبل تعطينا خوارزمية احتمالية سريعة.

## تعريف المسألة
مسألة تطابق متعددات الحدود هي: معطى دائرة حسابية {\displaystyle C} والتي تحسب متعدد الحدود {\displaystyle p(x_{1},...,x_{n})} في {\displaystyle F[x_{1},x_{2},...,x_{n}]} , جد خوارزمية حتمية التي تفحص إذا ما p صفر ويستخدم فقط {\displaystyle Poly(size(C))} حسابات في {\displaystyle \mathbb {F} }

## المبرهنة
لنفرض ان {\displaystyle P\in F[x_{1},x_{2},...,x_{n}]} متعدد حدودي ليس صفرا ودرجته {\displaystyle d\geq 0} فوق حقل {\displaystyle \mathbb {F} } ولنفرض ان S مجموعة جزئية نهائية ل-{\displaystyle \mathbb {F} } حينها:

## البرهان
سوف نستخدم استقراء رياضي (Induction) على n ,
إذا n=1 , حسب المبرهنة الأساسية في الجبر هناك على الأكثر d جذور لذا فان المبرهنة تصح في هذه الحالة أي انه: {\displaystyle Pr_{r_{1}\in S}[P(r_{1})=0]\leq {\frac {d}{|S|}}}
لنفرض ان المبرهنة صحيحة لكل متعددات الحدود مع {\displaystyle n-1} متغيرات وبدون تقييد العموم نستطيع ان نفترض ان {\displaystyle p} متعدد الحدود ب-{\displaystyle x_{1}} ونستطيع ان نكتبه بالطريقة التالية:
بما ان {\displaystyle p} ليس صفرا يوجد i بحيث ان {\displaystyle p_{i}} ليس صفراً ونختار i ليكون الأكبر وصفته كما هو مذكور، مفهوم ضمنا أن {\displaystyle deg(p_{i})\leq d-i} وذلك لان متعدد احادي الحدود {\displaystyle x_{1}^{i}} درجته i وبما ان حاصل ضرب متعدد الحدود:{\displaystyle p_{i}(x_{2},...,x_{n})} مع احادي الحدود هذا هو على الأكثر d لذا فان هذه الصفة صحيحة. الآن نختار عشوائيا {\displaystyle r_{2},r_{3},...,r_{n}} من {\displaystyle S} , وحسب فرضية الاستقراء الرياضي:
.
إذا {\displaystyle p_{i}(r_{2},...,r_{n})\neq 0} حينها {\displaystyle p(x_{1},r_{2},...,r_{n})} والذي يحوي متغير واحد فقط ما يعيدنا للحالة الاساسية للاستقراء الرياضي أي:
حينها:

## استخدامات
1. هذه المبرهنة تقول بانه إذا كان عندنا في الحقل {\displaystyle \mathbb {F} } على الاقل {\displaystyle 2d} اعداد عندها يوجد خوارزمية احتمالية واحتمال خطأه على الأكثر {\displaystyle {\frac {1}{2}}} وفي حالة انه يوجد اقل حينها نوسع {\displaystyle \mathbb {F} } ونختار نقاط عشوائية لذا فان هذه المسألة تتبع قسم التعقيد co-RP .
2. المبرهنة والتي تبحث مسألة تطابق متعددي حدود لها الكثير من التطبيقات في علم الحاسوب والرياضيات حيث ان مسألة التطابق كانت مهمة في برهنة {\displaystyle IP=PSPACE} مسألة أخرى هي فحص إذا ما مخطوط معطى هو مخطط ثنائي وذلك حسب نظرية برهنها Tutte . ويمتد استخدامها لفحص إذا ما معطى عدد هو اولي.